# Петровский (Неклиновский район)
Петро́вский — хутор в Неклиновском районе Ростовской области.
Входит в состав Фёдоровского сельского поселения.

## Население
| 2010 |
| ---- |
| 63   |

## Улицы
- пер. Заречный,
- ул. Мичурина.

## Археология
В 4,5 км к северу от хутора находится курганный могильник «Петровский».